# 장기고등학교
장기고등학교(場基高等學校)는 대한민국 경기도 김포시 장기동에 있는 공립 고등학교이다.

## 학교 연혁
- 2009년 1월 2일 : 장기고등학교 30학급 설립 인가
- 2009년 3월 1일 : 개교 및 초대 민경헌 교장 취임
- 2009년 3월 2일 : 제1회 신입생 입학식(379명)
- 2012년 2월 9일 : 제1회 졸업식(졸업생 351명)
- 2016년 9월 1일 : 제3대 김병근 교장 취임
- 2018년 2월 9일 : 제7회 졸업식(325명)
- 2018년 3월 2일 : 제10회 신입생 입학식(312명)

## 참고 자료
- 장기고등학교 - 한국교육학술정보원 학교알리미